# Polyrhachis cephalotes
Polyrhachis cephalotes é uma espécie de formiga do gênero Polyrhachis, pertencente à subfamília Formicinae.